# Сардій

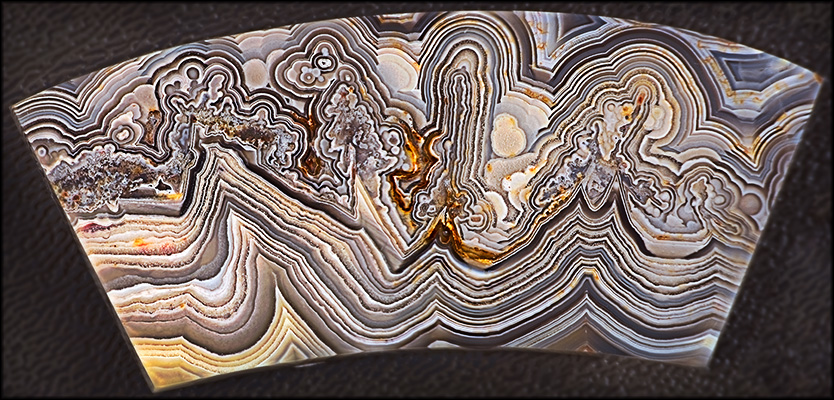
Сардонікс — стрічковий агат.

Сардій — староукраїнська назва сардоніксу. Згаданий у Біблії. 
В українській науковій літературі вперше описаний в лекції «Про камені та геми» Ф.Прокоповича (Києво-Могилянська академія, 1705—1709 рр.).